# Zhejiang Geely Holding Group
Zhejiang Geely Holding Group (浙江吉利控股集団, pinyin: Zhèjiāng Jílì Kònggǔ Jítuán) är ett privatägt kinesiskt familjeföretag som framförallt är verksamma inom fordonsindustrin.
De kontrollerar de börsnoterade biltillverkarna Geely Automobile, Volvo Cars och Polestar samt Lotus, Lynk & Co, Jidu och Ji Yue. De äger även Zeekr och LEVC. Genom samriskföretag är de delägare i bilmärkena Smart, Proton och Zhidou. Geely Holding är den näst största enskilda ägaren i buss- och lastbilstillverkaren Volvo.
Zhejiang Geely Holding Groups grundare Li Shufu äger 90 procent och hans son Li Xingxing 10 procent. Företaget grundades 1986 och tillverkade ursprungligen kylskåp. Inriktningen mot fordonstillverkning började med motorcykeldelar 1992.

## Geely Automobile
År 2003 inledde Zhejiang Geely Holding Group ett samriskföretag tillsammans med bolaget Guoron Holdings om biltillverkning i Zhejiang-provinsen i Folkrepubliken Kina. Guron Holdings, vilket sedan grundandet bytt namn till Geely Automobile Holdings, är ett bolag registrerat på Caymanöarna och noterat på Hongkongbörsen. Även om Geely Automobile Holdings är fristående från Zhejiang Geely Holding Group och dessutom börsnoterat är den störste ägaren även här Li Shufu, som kontrollerar ungefär 51 procent av bolagets aktier bland annat genom Proper Glory Holding som är registrerat på Jungfruöarna och ägs tillsammans med ett konsortium av affärspartners. Inom det samriskföretag som biltillverkningen utgör finns även andra bilmärken än Geely, som Shanghai Maple.

## Volvo Cars
Geely Holding äger omkring 79 % av den börsnoterade biltillverkaren Volvo Cars. Volvo köptes 2010 från den amerikanska fordonskoncernen Ford. Ursprungligen uppgick Geelys ägande till 51 procent medan 37 procent ägdes av en regional investeringsfond i Daqing och 12 procent av en liknande fond i Jiading. Investeringsfonderna sålde sina andelar 2016. Samma år blev AMF, Första AP-fonden och Folksam minoritetsägare.. Volvo Cars noterades på Stockholmsbörsen 2021.

## Kontroverser
Geely har tekniksamarbeten med flera företag som är svartlistade av USA eftersom de tillverkar vapen åt den kinesiska militären eller anses bidra till förtrycket av den uiguriska befolkningen i Xinjiangprovincen.
2023 svartlistades Geely av ukrainska Nationella byrån för förebyggande av korruption eftersom dotterbolaget Geely Automobile fortsatt sin verksamhet i Ryssland efter dess invasion av Ukraina.